# Приречное (Карабалыкский район)
Приречное (каз. Приречный) — село в Карабалыкском районе Костанайской области Казахстана. Административный центр Урнекского сельского округа. Находится примерно в 58 км к юго-западу от районного центра, посёлка Карабалык. Код КАТО — 395053100.

## География
В 14 км к югу от села расположено озеро Солёное.

## Население
В 1999 году население села составляло 1103 человека (537 мужчин и 566 женщин). По данным переписи 2009 года, в селе проживало 637 человек (321 мужчина и 316 женщин).